# 유니버시아드로
유니버시아드로(Universiad-ro)는 대구광역시 수성구 고산동 범안삼거리 에서 노빈교 를 잇는 대구광역시의 도로이다.

## 주요 경유지
대구광역시
- 수성구 (고산동)

## 노선
| 이름                | 접속 노선                                   | 소재지 | 소재지 | 비고 |
| ------------------- | ------------------------------------------- | ------ | ------ | ---- |
| 범안삼거리          | 대구광역시도 제10호선 (범안로)              | 수성구 | 고산동 |      |
| 월드컵지하차도      |                                             | 수성구 | 고산동 |      |
| (이름없음)          | 대구광역시도 제87호선 (야구전설로)          | 수성구 | 고산동 |      |
| 경기장네거리        | 대구광역시도 제89호선 (월드컵로)            | 수성구 | 고산동 |      |
| (이름없음)          | 대구광역시도 제89호선 (미술관로)            | 수성구 | 고산동 |      |
| (고산정수장앞)      | 유니버시아드로42길 알파시티3로8길           | 수성구 | 고산동 |      |
| (삼거리)            | 고산로                                      | 수성구 | 고산동 |      |
| (시지고등학교 서편) | 신매로 욱수길                               | 수성구 | 고산동 |      |
| (시지고등학교 동편) | 욱수천로 유니버시아드로68길 달구벌대로650길 | 수성구 | 고산동 |      |
| 노빈교              |                                             | 수성구 | 고산동 |      |
| 삼성현로와 직결     |                                             |        |        |      |

## 주요 건물 및 시설
- CGV 대구스타디움 (유니버시아드로 140/대흥동 504)
- 투썸플레이스 대구스타디움몰점 (유니버시아드로 140/대흥동 504)
- 대구스타디움 (유니버시아드로 180/대흥동 504)